# Final Doom
Final Doom, utgivet av id Software 1996, är ett datorspel i förstapersonsperspektiv.
Spelmotorn är densamma som i Doom 2, och spelet anses generellt vara betydligt svårare än både första och andra spelet i serien.